# Lucrețiu Pătrășcanu
Lucrețiu Pătrășcanu (1900. november 4. – 1954. április 17.) román politikus, miniszter, a Román Kommunista Párt tagja.

## Élete

### Politikai tevékenysége 1944-től
1944. augusztus 23-ától az első Sănătescu-kormányban államminiszter volt, s egyben az igazságügyi miniszteri tárcát is irányította (szeptember 8-áig). Ezt követően a második Sănătescu-, valamint a Rădescu-kormány és az első három Groza-kormány igazságügyi minisztere 1944. november 4. és 1948. február 23. között. Ebbéli minőségében vezette a nemzeti árulás perét 1946-ban, amikor is Ion Antonescu marsallt és 10 társát halálra ítélte a bukaresti népbíróság bírájaként. 1948-ban – a kommunista párt és a szociáldemokrata párt „egyesülési kongresszusán” (1948. február 21–23.) jelentették be Pătrășcanu kizárását a pártból és házi őrizetbe helyezését. Pătrășcanut, az egykori ügyvédet, aki a két világháború között a Balkán legjelentősebb kommunista teoretikusának számított, és a román kommunista mozgalom legnépszerűbb és legképzettebb vezetője volt, a Román Munkáspárt (RMP) 1948. június 10-i ülésén liberális szövetségi politikája és „ellenforradalmi teóriái” (többek között a nehézipar fejlesztésének romániai gyakorlatát bíráló álláspontja) miatt ismételten elítélték, és egy nagyszabású romániai koncepciós per fővádlottjának „szemelték ki”. 1954. április 17-én a jilavai börtönben kivégezték.